# Time to Kill
Pour plus de détails, voir Fiche technique et Distribution.
Time to Kill est un film américain réalisé par Herbert I. Leeds, sorti en 1942.
Avec Lloyd Nolan, Heather Angel, Doris Merrick et Ralph Byrd dans les rôles principaux, ce film est adapté du roman La Grande Fenêtre (The High Window) de Raymond Chandler mais le détective privé Philip Marlowe cède ici sa place au détective privé Mike Shayne créé par Brett Halliday et incarné pour la septième et dernière fois par Lloyd Nolan.

## Fiche technique
- Titre original : Time to Kill
- Réalisation : Herbert I. Leeds
- Scénario : Clarence Upson Young d'après le roman La Grande Fenêtre (The High Window) de Raymond Chandler et le personnage du détective privé Mike Shayne de Brett Halliday
- Photographie : Charles G. Clarke
- Montage : Alfred Day
- Musique : Emil Newman, Cyril J. Mockridge et David Raksin
- Décors : Frank E. Hughes et Thomas Little
- Costumes : Herschel McCoy
- Direction artistique : Richard Day et Chester Gore
- Producteur : Sol M. Wurtzel
- Société de production : 20th Century Fox
- Pays d'origine : États-Unis
- Format : Noir et blanc
- Genre cinématographique : Film policier, film noir
- Durée : 61 minutes
- Date de sortie :
  - États-Unis : 24 décembre 1942 (première à New York)
  - États-Unis : 22 janvier 1943

## Distribution
- Lloyd Nolan : le détective privé Michael Shayne
- Heather Angel : Myrle Davis
- Doris Merrick : Linda Conquest Murdock
- Ralph Byrd : Lou Venter, le garde du corps
- Richard Lane : Lieutenant Breeze
- Sheila Bromley : Lois Morny
- Morris Ankrum : Alexander Morny
- Ethel Griffies : Mrs. Murdock
- James Seay : Leslie Murdock
- Ted Hecht : George Anson Phillips
- William Pawley : Mr. Hensch
- Syd Saylor : le facteur
- Lester Sharpe : Elisha Washburn
- Charles Williams : le dentiste
- LeRoy Mason : Rudolph

Et, parmi les acteurs et actrices non crédités :
- Helen Flint
- Paul Guilfoyle
- Clara Horton
- Phyllis Kennedy (en)
- Carl M. Leviness
- George Melford

## À noter
- En 1940, la compagnie 20th Century Fox produit une série de sept films consacrés aux aventures du détective privé Mike Shayne créé par le romancier américain Brett Halliday. Ce personnage est interprété par Lloyd Nolan. La série prend fin avec ce film en 1942.
- Avec La Pièce maudite (The Brasher Doubloon), la compagnie 20th Century Fox et le réalisateur allemand John Brahm réalisent ensemble un remake de ce film en 1947. Le détective Philip Marlowe reprend sa place.